# Diecezja Sora-Cassino-Aquino-Pontecorvo
Diecezja Sora-Cassino-Aquino-Pontecorvo – diecezja Kościoła rzymskokatolickiego we Włoszech, w Lacjum. Należy do metropolii rzymskiej. Stolica biskupia w Sorze została ustanowiona w III wieku. W 1818 roku diecezja połączyła się z diecezją Aquina e Pontecorvo, zaś oba te miasta zostały dopisane do jej nazwy. W 1986 roku nazwa ta została nieco skorygowana interpunkcyjnie.
23 października 2014 papież Franciszek włączył w jej skład 53 parafie odłączone z opactwa terytorialnego Montecassino.